# Kanovaren op de Olympische Zomerspelen 1996
Kanovaren is een van de sporten die beoefend werden tijdens de Olympische Zomerspelen 1996 in Atlanta.

## Slalom
In 1996 waren de slalom regels anders dan dat zij nu zijn. Het raken van één of twee palen van een poortje werd beboet met 5 strafseconden. Een wedstrijd bestond uit twee manches, degene met de snelste manche (vaartijd plus strafseconden) was de winnaar.

### Heren

#### K1
| rang   | sporter         | land | snelste vaartijd |
| ------ | --------------- | ---- | ---------------- |
| Goud   | Oliver Fix      | GER  | 141.22           |
| Zilver | Andraž Vehovar  | SLO  | 141.65           |
| Brons  | Thomas Becker   | GER  | 142.79           |
| 4      | Laurent Burtz   | FRA  | 144.33           |
| 5      | Ian Wiley       | IRL  | 145.21           |
| 6      | Rich Weiss      | USA  | 145.78           |
| 7      | Jernej Abramič  | SLO  | 145.81           |
| 8      | Jochen Lettmann | GER  | 145.99           |

#### C1
| rang   | sporter           | land | snelste vaartijd |
| ------ | ----------------- | ---- | ---------------- |
| Goud   | Michal Martikán   | SVK  | 151.03           |
| Zilver | Lukáš Pollert     | CZE  | 151.17           |
| Brons  | Patrice Estanguet | FRA  | 152.84           |
| 4      | Gareth Marriott   | GBR  | 155.83           |
| 5      | Hervé Delamarre   | FRA  | 155.98           |
| 6      | Emmanuel Brugvin  | FRA  | 156.71           |
| 7      | Martin Lang       | GER  | 159.91           |
| 8      | Ryszard Mordarski | POL  | 161.00           |

#### C2
| rang   | sporters                                 | land | snelste vaartijd |
| ------ | ---------------------------------------- | ---- | ---------------- |
| Goud   | Franck Adisson Wilfrid Forgues           | FRA  | 158.82           |
| Zilver | Miroslav Šimek Jiří Rohan                | CZE  | 160.16           |
| Brons  | André Ehrenberg Michael Senft            | GER  | 163.72           |
| 4      | Manfred Berro Michael Trummer            | GER  | 163.72           |
| 5      | Emmanuel del Rey Thierry Saïdi           | FRA  | 165.47           |
| 6      | Petr Štercl Pavel Štercl                 | CZE  | 168.45           |
| 7      | Krzysztof Kołomański Michał Staniszewski | POL  | 169.95           |
| 8      | Benoît Gauthier François Létourneau      | CAN  | 172.67           |

### Dames

#### K1
| rang   | sporter              | land | snelste vaartijd |
| ------ | -------------------- | ---- | ---------------- |
| Goud   | Štěpánka Hilgertová  | CZE  | 169.49           |
| Zilver | Dana Chladek         | USA  | 169.49           |
| Brons  | Myriam Fox-Jerusalmi | FRA  | 171.00           |
| 4      | Cristina Giai Pron   | ITA  | 171.84           |
| 5      | Gabriela Brosková    | SVK  | 172.57           |
| 6      | Anne Boixel          | FRA  | 172.79           |
| 7      | Cathy Hearn          | USA  | 173.03           |
| 8      | Margaret Langford    | CAN  | 173.59           |

## Vlakwater

### Heren

#### K1 500 m
| rang   | sporter                 | land | tijd     |
| ------ | ----------------------- | ---- | -------- |
| Goud   | Antonio Rossi           | ITA  | 1:37.423 |
| Zilver | Knut Holmann            | NOR  | 1:38.339 |
| Brons  | Piotr Markiewicz        | POL  | 1:38.615 |
| 4      | Géza Magyar             | ROU  | 1:38.975 |
| 5      | Lutz Liwowski           | GER  | 1:39.307 |
| 6      | Miguel García Fernández | ESP  | 1:40.047 |
| 7      | Mikko Kolehmainen       | FIN  | 1:40.331 |
| 8      | Róbert Erban            | SVK  | 1:40.407 |

#### K1 1000 m
| rang   | sporter                  | land | tijd     |
| ------ | ------------------------ | ---- | -------- |
| Goud   | Knut Holmann             | NOR  | 3:25.785 |
| Zilver | Beniamino Bonomi         | ITA  | 3:27.073 |
| Brons  | Clint Robinson           | AUS  | 3:29.713 |
| 4      | Lutz Liwowski            | GER  | 3:30.025 |
| 5      | Agustín Calderón Díez    | ESP  | 3:31.397 |
| 6      | Andrzej Gajewski         | POL  | 3:32.521 |
| 7      | Marin Popescu            | ROU  | 3:34.549 |
| 8      | Sebastian Ariel Cuattrin | BRA  | 3:34.669 |

#### K2 500 m
| rang   | sporters                        | land | tijd     |
| ------ | ------------------------------- | ---- | -------- |
| Goud   | Kay Bluhm Torsten Gutsche       | GER  | 1:28.697 |
| Zilver | Beniamino Bonomi Daniele Scarpa | ITA  | 1:28.729 |
| Brons  | Danny Collins Andrew Trim       | AUS  | 1:29.409 |
| 4      | Oleg Goroby Anatoli Tisjtsjenko | RUS  | 1:29.677 |
| 5      | Maciej Freimut Adam Wysocki     | POL  | 1:29.937 |
| 6      | Krisztián Bártfai Zsolt Gyulay  | HUN  | 1:30.001 |
| 7      | Daniel Stoian Romică Şerban     | ROU  | 1:30.053 |
| 8      | Milko Kazanov Andrian Doesjev   | BUL  | 1:30.513 |

#### K2 1000 m
| rang   | sporters                             | land | tijd                     |
| ------ | ------------------------------------ | ---- | ------------------------ |
| Goud   | Antonio Rossi Daniele Scarpa         | ITA  | 3:09.190 (Wereld Record) |
| Zilver | Kay Bluhm Torsten Gutsche            | GER  | 3:10.518                 |
| Brons  | Andrian Doesjev Milko Kazanov        | BUL  | 3:11.206                 |
| 4      | Grzegorz Kotowicz Dariusz Białkowski | POL  | 3:11.262                 |
| 5      | Pierre Lubac Patrick Lancereau       | FRA  | 3:11.402                 |
| 6      | Thor Nielsen Jesper Staal            | DEN  | 3:12.054                 |
| 7      | Peter Scott Grant Leury              | AUS  | 3:13.054                 |
| 8      | Staffan Malmsten Markus Oscarsson    | SWE  | 3:14.182                 |

#### K4 1000 m
| rang   | sporters                                                                                          | land | tijd     |
| ------ | ------------------------------------------------------------------------------------------------- | ---- | -------- |
| Goud   | Detlef Hofmann Olaf Winter Thomas Reineck Mark Zabel                                              | GER  | 2:51.528 |
| Zilver | Attila Adrovicz Ferenc Csipes Gábor Horváth András Rajna                                          | HUN  | 2:53.184 |
| Brons  | Sergej Verlin Oleg Goroby Anatoli Tisjtsjenko Georgi Tsyboelnikov                                 | RUS  | 2:53.996 |
| 4      | Grzegorz Kaleta Piotr Markiewicz Marek Witkowski Adam Wysocki                                     | POL  | 2:54.772 |
| 5      | Miguel García Fernández Jovino González Comesaña Emilio Merchán Alonso Gregorio Vicente Hernández | ESP  | 2:55.884 |
| 6      | Paw Madsen Mattias Oscarsson Henrik Nilsson Jonas Fager                                           | SWE  | 2:55.908 |
| 7      | Mihai Apostol Peter Giles Liam Jewell Renn Crichlow                                               | CAN  | 2:56.664 |
| 8      | Petar Karadzjov Petar Merkov Nikolai Jordanov Georgi Tsjoikov                                     | BUL  | 2:56.696 |

#### C1 500 m
| rang   | sporter               | land | tijd     |
| ------ | --------------------- | ---- | -------- |
| Goud   | Martin Doktor         | CZE  | 1:49.934 |
| Zilver | Slavomír Kňazovický   | SVK  | 1:50.510 |
| Brons  | Imre Pulai            | HUN  | 1:50.758 |
| 4      | Michail Sliwinski     | UKR  | 1:51.714 |
| 5      | Thomas Zereske        | GER  | 1:52.358 |
| 6      | Christian Frederiksen | DEN  | 1:52.846 |
| 7      | Konstantin Negodjajev | KAZ  | 1:53.158 |
| 8      | Stephen Giles         | CAN  | 1:53.326 |

#### C1 1000 m
| rang   | sporter           | land | tijd     |
| ------ | ----------------- | ---- | -------- |
| Goud   | Martin Doktor     | CZE  | 3:54.418 |
| Zilver | Ivans Klementjevs | LAT  | 3:54.954 |
| Brons  | György Zala       | HUN  | 3:56.366 |
| 4      | Patrick Schulze   | GER  | 3:57.778 |
| 5      | Pascal Sylvoz     | FRA  | 3:59.014 |
| 6      | Victor Partnoi    | ROU  | 3:59.858 |
| 7      | Roman Bundz       | UKR  | 4:02.078 |
| 8      | Ivan Šabjan       | CRO  | 4:04.066 |

#### C2 500 m
| rang   | sporters                                         | land | tijd     |
| ------ | ------------------------------------------------ | ---- | -------- |
| Goud   | Csaba Horváth György Kolonics                    | HUN  | 1:40.420 |
| Zilver | Nicolae Juravschi Viktor Reneiski                | MDA  | 1:40.456 |
| Brons  | Gheorghe Andriev Grigore Obreja                  | ROU  | 1:41.336 |
| 4      | Andreas Dittmer Gunar Kirchbach                  | GER  | 1:41.760 |
| 5      | Martin Marinov Blagovest Stojanov                | BUL  | 1:42.208 |
| 6      | Andrej Kabanov Pavel Konovalov                   | RUS  | 1:42.496 |
| 7      | José Alfredo Bea Garcia Oleg Shelestenko Sánchez | ESP  | 1:43.572 |
| 8      | Csaba Orosz Peter Páleš                          | SVK  | 1:44.116 |

#### C2 1000 m
| rang   | sporters                                         | land | tijd     |
| ------ | ------------------------------------------------ | ---- | -------- |
| Goud   | Andreas Dittmer Gunar Kirchbach                  | GER  | 3:31.870 |
| Zilver | Antonel Borşan Marcel Glăvan                     | ROU  | 3:32.294 |
| Brons  | Csaba Horváth György Kolonics                    | HUN  | 3:32.514 |
| 4      | Martin Marinov Blagovest Stojanov                | BUL  | 3:34.382 |
| 5      | Nicolae Juravschi Viktor Reneiski                | MDA  | 3:35.198 |
| 6      | Andrew Train Stephen Train                       | GBR  | 3:36.694 |
| 7      | Csaba Orosz Peter Páleš                          | SVK  | 3:36.938 |
| 8      | José Alfredo Bea Garcia Oleg Shelestenko Sánchez | ESP  | 3:37.154 |

### Dames

#### K1 500 m
| rang   | sporter            | land | tijd     |
| ------ | ------------------ | ---- | -------- |
| Goud   | Rita Kőbán         | HUN  | 1:47.655 |
| Zilver | Caroline Brunet    | CAN  | 1:47.891 |
| Brons  | Josefa Idem        | ITA  | 1:48.731 |
| 4      | Birgit Fischer     | GER  | 1:49.383 |
| 5      | Susanne Gunnarsson | SWE  | 1:49.591 |
| 6      | Ursula Profanter   | AUT  | 1:50.271 |
| 7      | Katrin Borchert    | AUS  | 1:50.811 |
| 8      | Ingrid Haralamow   | SUI  | 1:50.875 |

#### K2 500 m
| rang   | sporters                                        | land | tijd     |
| ------ | ----------------------------------------------- | ---- | -------- |
| Goud   | Agneta Andersson Susanne Gunnarsson             | SWE  | 1:39.329 |
| Zilver | Ramona Portwich Birgit Fischer                  | GER  | 1:39.689 |
| Brons  | Katrin Borchert Anna Wood                       | AUS  | 1:40.641 |
| 4      | Rita Kőbán Szilvia Mednyánszky                  | HUN  | 1:40.893 |
| 5      | Marie Josée Gibeau Corrina Kennedy              | CAN  | 1:41.313 |
| 6      | Izaskun Aramburu Balda Beatriz Manchón Portillo | ESP  | 1:42.621 |
| 7      | Izabela Dylewska-Światowiak Elżbieta Urbańczyk  | POL  | 1:42.753 |
| 8      | Larisa Kosorukova Natalja Goelij                | RUS  | 1:43.237 |

#### K4 500 m
| rang   | sporters                                                                                       | land | tijd     |
| ------ | ---------------------------------------------------------------------------------------------- | ---- | -------- |
| Goud   | Ramona Portwich Manuela Mucke Birgit Fischer Anett Schuck                                      | GER  | 1:31.077 |
| Zilver | Daniela Baumer Sabine Eichenberger Ingrid Haralamow Gabi Müller                                | SUI  | 1:32.701 |
| Brons  | Agneta Andersson Ingela Ericsson Anna Olsson Susanne Rosenqvist                                | SWE  | 1:32.917 |
| 4      | Xian Bangdi Gao Beibei Dong Ying Zhang Qin                                                     | CHN  | 1:33.089 |
| 5      | Marie Josée Gibeau Alison Herst Klara Macaskill Corrina Kennedy                                | CAN  | 1:33.093 |
| 6      | Izaskun Aramburu Balda Beatriz Manchón Portillo Ana María Penas Balchada Belén Sánchez Jiménez | ESP  | 1:33.577 |
| 7      | Olga Tisjtsjenko Tatjana Tisjtsjenko Larisa Kosorukova Natalja Goelij                          | RUS  | 1:34.345 |
| 8      | Natalie Hunter Lynda Lehmann Yanda Nossiter Shelley Oates                                      | AUS  | 1:34.673 |

## Medaillespiegel
| rang   | land             | goud | zilver | brons | totaal |
| ------ | ---------------- | ---- | ------ | ----- | ------ |
| 1      | Duitsland        | 5    | 2      | 2     | 9      |
| 2      | Tsjechië         | 3    | 2      | 0     | 5      |
| 3      | Italië           | 2    | 2      | 1     | 5      |
| 4      | Hongarije        | 2    | 1      | 3     | 6      |
| 5      | Noorwegen        | 1    | 1      | 0     | 2      |
| 5      | Slowakije        | 1    | 1      | 0     | 2      |
| 7      | Frankrijk        | 1    | 0      | 2     | 3      |
| 8      | Zweden           | 1    | 0      | 1     | 2      |
| 9      | Roemenië         | 0    | 1      | 1     | 2      |
| 10     | Canada           | 0    | 1      | 0     | 1      |
| 10     | Letland          | 0    | 1      | 0     | 1      |
| 10     | Moldavië         | 0    | 1      | 0     | 1      |
| 10     | Slovenië         | 0    | 1      | 0     | 1      |
| 10     | Verenigde Staten | 0    | 1      | 0     | 1      |
| 10     | Zwitserland      | 0    | 1      | 0     | 1      |
| 16     | Australië        | 0    | 0      | 3     | 3      |
| 17     | Bulgarije        | 0    | 0      | 1     | 1      |
| 17     | Polen            | 0    | 0      | 1     | 1      |
| 17     | Rusland          | 0    | 0      | 1     | 1      |
| totaal | totaal           | 16   | 16     | 16    | 48     |

Parijs 1924 (demonstratie) · 
Berlijn 1936 · 
Londen 1948 · 
Helsinki 1952 · 
Melbourne 1956 · 
Rome 1960 · 
Tokio 1964 · 
Mexico-stad 1968 · 
München 1972 · 
Montréal 1976 · 
Moskou 1980 · 
Los Angeles 1984 · 
Seoel 1988 · 
Barcelona 1992 · 
Atlanta 1996 · 
Sydney 2000 · 
Athene 2004 · 
Peking 2008 · 
Londen 2012 · 
Rio de Janeiro 2016 ·
Tokio 2020 ·
Parijs 2024 ·
Los Angeles 2028
Medaillewinnaars (slalom) · Medaillewinnaars (sprint)
Atletiek · Badminton · Basketbal · Boksen · Boogschieten · Gewichtheffen · Gymnastiek · Handbal · Hockey · Honkbal · Judo · Kanovaren · Moderne vijfkamp · Paardensport · Roeien · Schermen · Schietsport · Schoonspringen · Softbal · Synchroonzwemmen · Tafeltennis · Tennis · Voetbal · Volleybal · Waterpolo · Wielersport · Worstelen · Zeilen · Zwemmen